# Distrito de Millau
El distrito de Millau es un distrito (en francés arrondissement) de Francia, que se localiza en el departamento Aveyron, de la región Mediodía-Pirineos (en francés Midi-Pyrénées). Cuenta con 101 comunas.
Es el más oriental y más meridional de los distritos del departamento. Tiene una superficie de 3467,3 km², el segundo distrito en superficie del departamento. Su población, en 2012, es de 70 742 y su densidad de población es de 20,4 habitantes/km².

## Historia
Cuando se crearon los distritos en 1800, Millau fue uno de ellos en el departamento de Aveyron.

## Geografía
El distrito limita al norte y al oeste por el distrito de Rodez, al noreste con el departamento Lozère, al este con el departamento Gard, al sur con el departamento Hérault y al suroeste con el departamento Tarn.

## División territorial

### Cantones
Luego de la reorganización de los cantones en Francia que entró en vigor en marzo de 2015, los cantones ya no se consideran como subdivisiones de los distritos; algunos cantones tienen comunes en 2 distritos diferentes.
En el distrito de Millau, los cantones que están totalmente dentro del distrito son 5: Causses-Rougiers, Millau-1, Millau-2, Saint-Affrique y Tarn et Causses. El cantón de Raspes et Lévezou tiene 16 comunas en el distrito de Millau y otras 6 en el distrito de Rodez.

### Comunas
| 1. Aguessac (12002)                    | 2. Alrance (12006)                  | 3. Arnac-sur-Dourdou (12009)         | 4. Ayssènes (12017)                   |
| 5. Balaguier-sur-Rance (12019)         | 6. La Bastide-Pradines (12022)      | 7. La Bastide-Solages (12023)        | 8. Belmont-sur-Rance (12025)          |
| 9. Brasc (12035)                       | 10. Broquiès (12037)                | 11. Brousse-le-Château (12038)       | 12. Brusque (12039)                   |
| 13. Buzeins (12040)                    | 14. Calmels-et-le-Viala (12042)     | 15. Camarès (12044)                  | 16. Campagnac (12047)                 |
| 17. La Capelle-Bonance (12055)         | 18. Castelnau-Pégayrols (12062)     | 19. La Cavalerie (12063)             | 20. Le Clapier (12067)                |
| 21. Combret (12069)                    | 22. Compeyre (12070)                | 23. Comprégnac (12072)               | 24. Cornus (12077)                    |
| 25. Les Costes-Gozon (12078)           | 26. Coupiac (12080)                 | 27. La Couvertoirade (12082)         | 28. Creissels (12084)                 |
| 29. La Cresse (12086)                  | 30. Curan (12307)                   | 31. Fayet (12099)                    | 32. Fondamente (12155)                |
| 33. Gissac (12109)                     | 34. L'Hospitalet-du-Larzac (12115)  | 35. Lapanouse (12123)                | 36. Lapanouse-de-Cernon (12122)       |
| 37. Laval-Roquecezière (12125)         | 38. Lavernhe (12126)                | 39. Lestrade-et-Thouels (12129)      | 40. Marnhagues-et-Latour (12139)      |
| 41. Martrin (12141)                    | 42. Millau (12145)                  | 43. Montagnol (12147)                | 44. Montclar (12149)                  |
| 45. Montfranc (12152)                  | 46. Montjaux (12153)                | 47. Montlaur (12154)                 | 48. Mostuéjouls (12160)               |
| 49. Mounes-Prohencoux (12192)          | 50. Murasson (12163)                | 51. Mélagues (12143)                 | 52. Nant (12168)                      |
| 53. Paulhe (12178)                     | 54. Peux-et-Couffouleux (12179)     | 55. Peyreleau (12180)                | 56. Plaisance (12183)                 |
| 57. Pousthomy (12186)                  | 58. Rebourguil (12195)              | 59. Recoules-Prévinquières (12196)   | 60. Rivière-sur-Tarn (12200)          |
| 61. La Roque-Sainte-Marguerite (12204) | 62. Roquefort-sur-Soulzon (12203)   | 63. Saint-Affrique (12208)           | 64. Saint-André-de-Vézines (12211)    |
| 65. Saint-Beaulize (12212)             | 66. Saint-Beauzély (12213)          | 67. Saint-Félix-de-Sorgues (12222)   | 68. Saint-Georges-de-Luzençon (12225) |
| 69. Saint-Izaire (12228)               | 70. Saint-Jean-d'Alcapiès (12229)   | 71. Saint-Jean-du-Bruel (12231)      | 72. Saint-Jean-et-Saint-Paul (12232)  |
| 73. Saint-Juéry (12233)                | 74. Saint-Laurent-d'Olt (12237)     | 75. Saint-Laurent-de-Lévézou (12236) | 76. Saint-Léons (12238)               |
| 77. Saint-Martin-de-Lenne (12239)      | 78. Saint-Rome-de-Cernon (12243)    | 79. Saint-Rome-de-Tarn (12244)       | 80. Saint-Saturnin-de-Lenne (12247)   |
| 81. Saint-Sernin-sur-Rance (12248)     | 82. Saint-Sever-du-Moustier (12249) | 83. Saint-Victor-et-Melvieu (12251)  | 84. Sainte-Eulalie-de-Cernon (12220)  |
| 85. Salles-Curan (12253)               | 86. Sauclières (12260)              | 87. La Serre (12269)                 | 88. Sylvanès (12274)                  |
| 89. Ségur (12266)                      | 90. Sévérac-le-Château (12270)      | 91. Tauriac-de-Camarès (12275)       | 92. Tournemire (12282)                |
| 93. Le Truel (12284)                   | 94. Vabres-l'Abbaye (12286)         | 95. Verrières (12291)                | 96. Versols-et-Lapeyre (12292)        |
| 97. Veyreau (12293)                    | 98. Viala-du-Pas-de-Jaux (12295)    | 99. Viala-du-Tarn (12296)            | 100. Villefranche-de-Panat (12299)    |
| 101. Vézins-de-Lévézou (12294)         |                                     |                                      |                                       |